# ۲۶۸ (قمری)
۲۶۸ (قمری)، دویست و شصت و هشتمین سال در گاهشماری هجری قمری است. اول محرم این سال برابر با پنجم اوت سال ۸۸۱ میلادی است.